# Empyème
 Mise en garde médicale

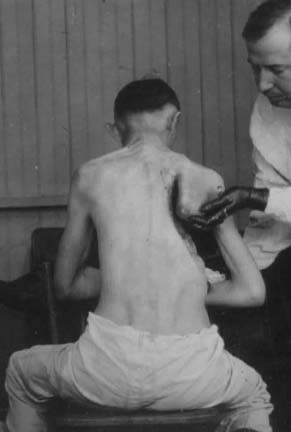
Cette image montre comment l'épaule semble être détachée du thorax. Cette opération est rarement pratiquée aujourd'hui, mais était commune durant la guerre de 1914-1918.

Un empyème est une accumulation de pus dans une cavité du corps préformée (le plus souvent naturelle) ou un organe creux. Comme exemple d'empyème on peut citer l'appendicite, l'empyème de la vésicule biliaire ou des sinus, l'empyème du poumon et de la plèvre, l'empyème des poches gutturales chez le cheval, ainsi que divers empyèmes articulaires. L'empyème ne doit pas être confondu avec l'abcès, dans lequel le pus s'accumule sans qu'il y ait de cavité préalablement formée. Un empyème pleural peut être secondaire à une pneumopathie (par infection de contigüité) ou s'associer à une fistule bronchopleurale.
Le diagnostic d'un empyème repose sur l'anamnèse, l'examen physique et les tests de laboratoire (augmentation de la protéine C réactive et des leucocytes). La localisation exacte d'un empyème peut être facilitée par la tomodensitométrie (TDM), l'imagerie par résonance magnétique (IRM) ou l'échographie.
Le traitement consiste habituellement en l'ablation chirurgicale de l'empyème ; souvent, il est nécessaire de recourir à la pose d'un drain et à l'apport systémique d'antibiotiques.
Une forme ancienne de traitement impliquait l'ablation chirurgicale de la plupart des côtes de la partie infectée du thorax, provoquant un effondrement permanent du poumon et l'oblitération de l'espace pleural infecté. Ceci laissait le patient avec une grande partie de la partie supérieure du thorax enlevée, donnant l'impression que son épaule avait été détachée de son corps. Rarement pratiquée de nos jours, cette chirurgie était commune pendant la Première Guerre mondiale.